# 禅昌寺 (神戸市)
禅昌寺（ぜんしょうじ）は、神戸市須磨区禅昌寺町にある臨済宗南禅寺派の寺院。山号は神撫山。本尊は十二面観音。

## 由緒
後光厳天皇の勅令により建立された西摂有数の寺院で、延文年間（1356年 - 1361年）月菴宗光の開山により創建された寺で、足利幕府は寺領36石を寄進し、織田信長・荒木村重より諸役免除の沙汰を受けた。天正3年（1580年）豊臣秀吉の三木城・別所長治攻めの兵火で焼失し、後に桃山御殿から豊国亭を移して方丈として再興。
慶長十九年に家康の後で金地院崇伝が、この寺ににった大蔵経を南禅寺に移した。これが今も南禅寺に現存し版重要文化財に指定されている。宋版のほか、麗大蔵経の初彫版が多く含まれることで知られる印1879年（明治12年）堂宇を焼失したが、運び出された板絵戸二枚が現存。本堂は、1915年（大正4年）に再建し、内陣正面に奉安されている御本尊は、約650年前に阿弥が作った十二面観音で、お顔が十二面ある、たいへん珍しい形式の仏像です。
1983年の山門解体修理中に銘板が見つかっている。
寺の傍にある墓地には、“はしかの神様”として知られる戸沢平九郎光盛、地震研究の草分け、関谷清景の墓がある

## 交通アクセス
- 神戸市営地下鉄及び山陽電鉄「板宿駅」より北へ徒歩15分。

## 周辺教育施設
- 禅昌寺幼稚園(禅昌寺の境内にある)